# Conrad Felixmüller

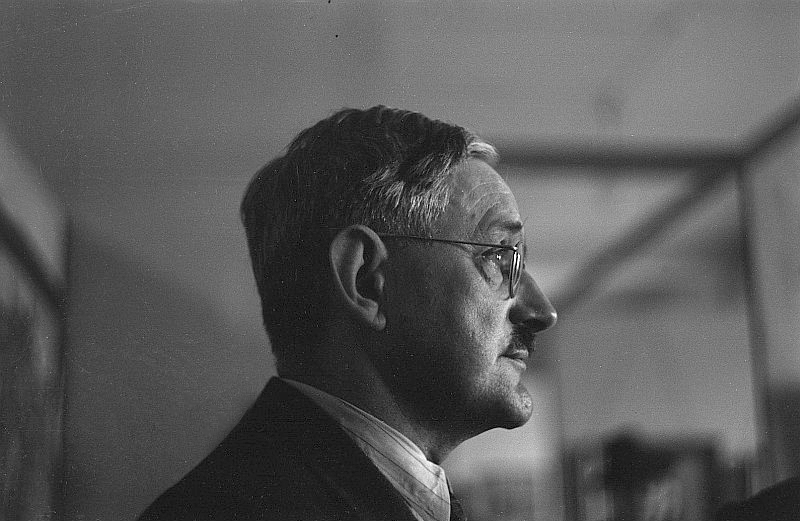
Felixmüller 1950

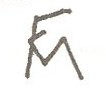
Monogramm

Conrad Felixmüller (eigentlich Conrad Felix Müller; * 21. Mai 1897 in Dresden; † 24. März 1977 in Berlin-Zehlendorf) war ein Maler des Expressionismus und der Neuen Sachlichkeit.

## Leben und Wirken

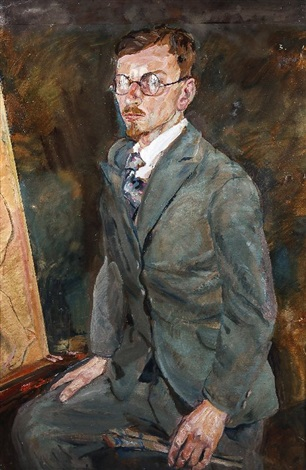
Hubert Rüther: Conrad Felixmüller

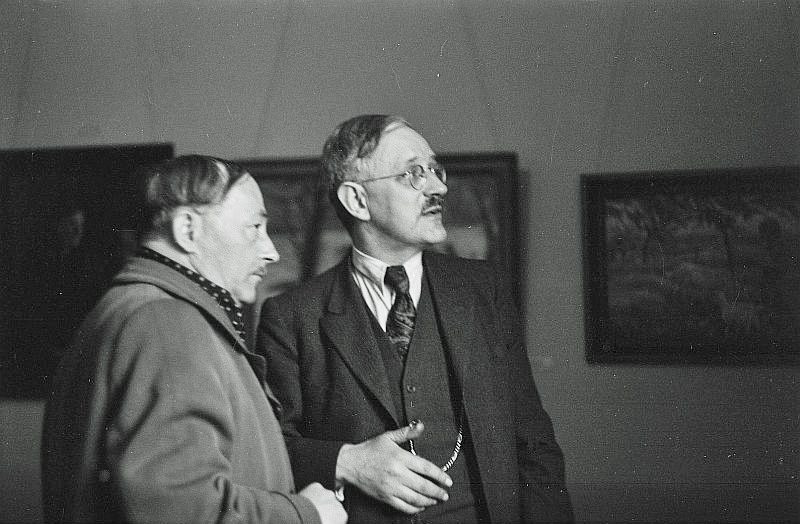
Conrad Felixmüller (rechts) und Max Schwimmer (1950)

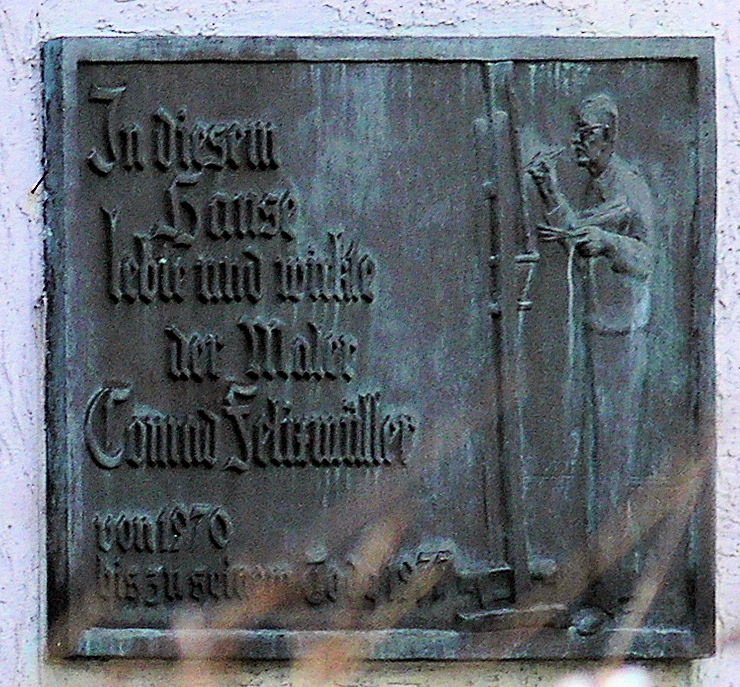
Gedenktafel am Haus Kösterstraße 3, in Berlin-Zehlendorf

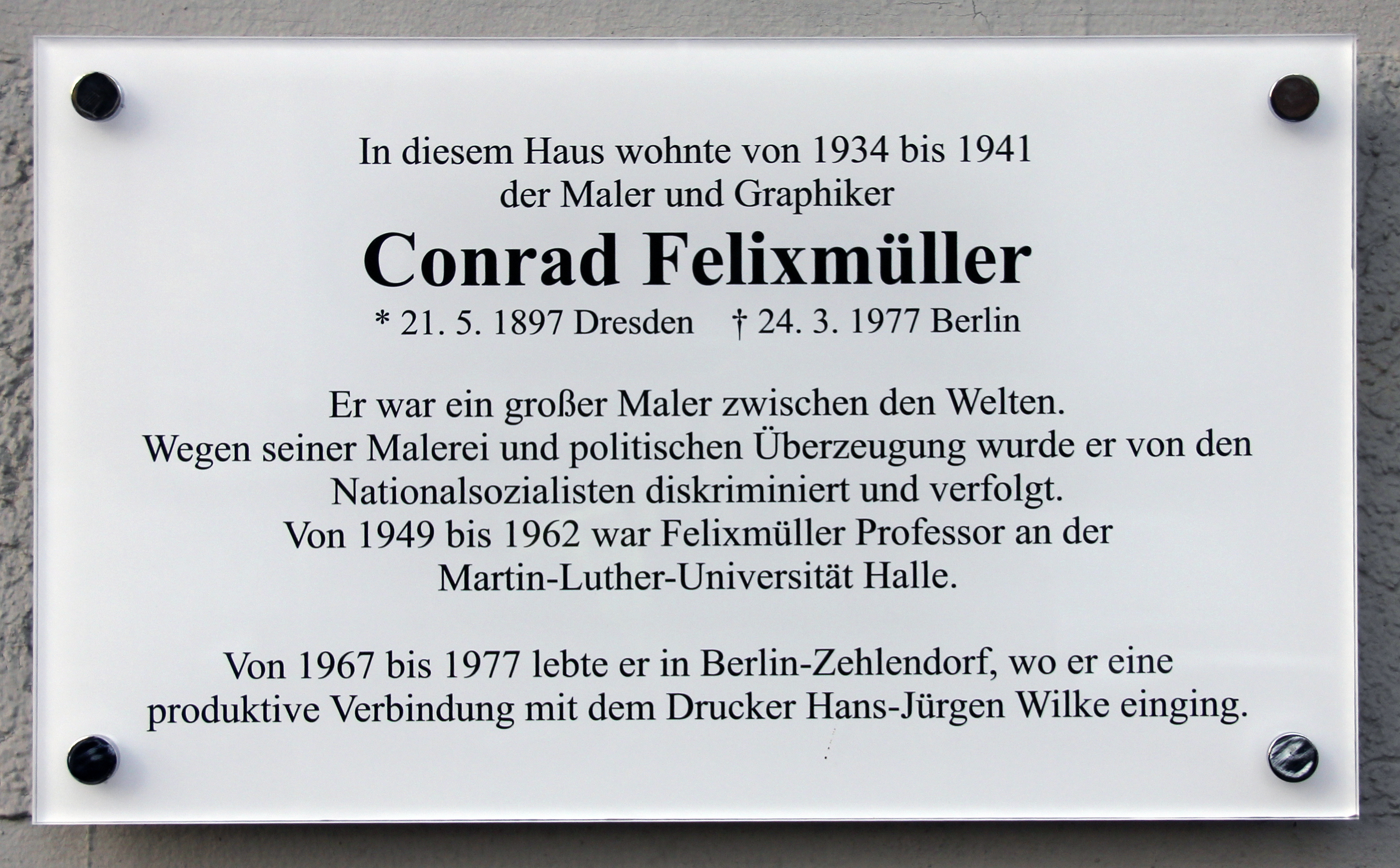
Gedenktafel am Haus, Rönnestraße 18, in Berlin-Charlottenburg

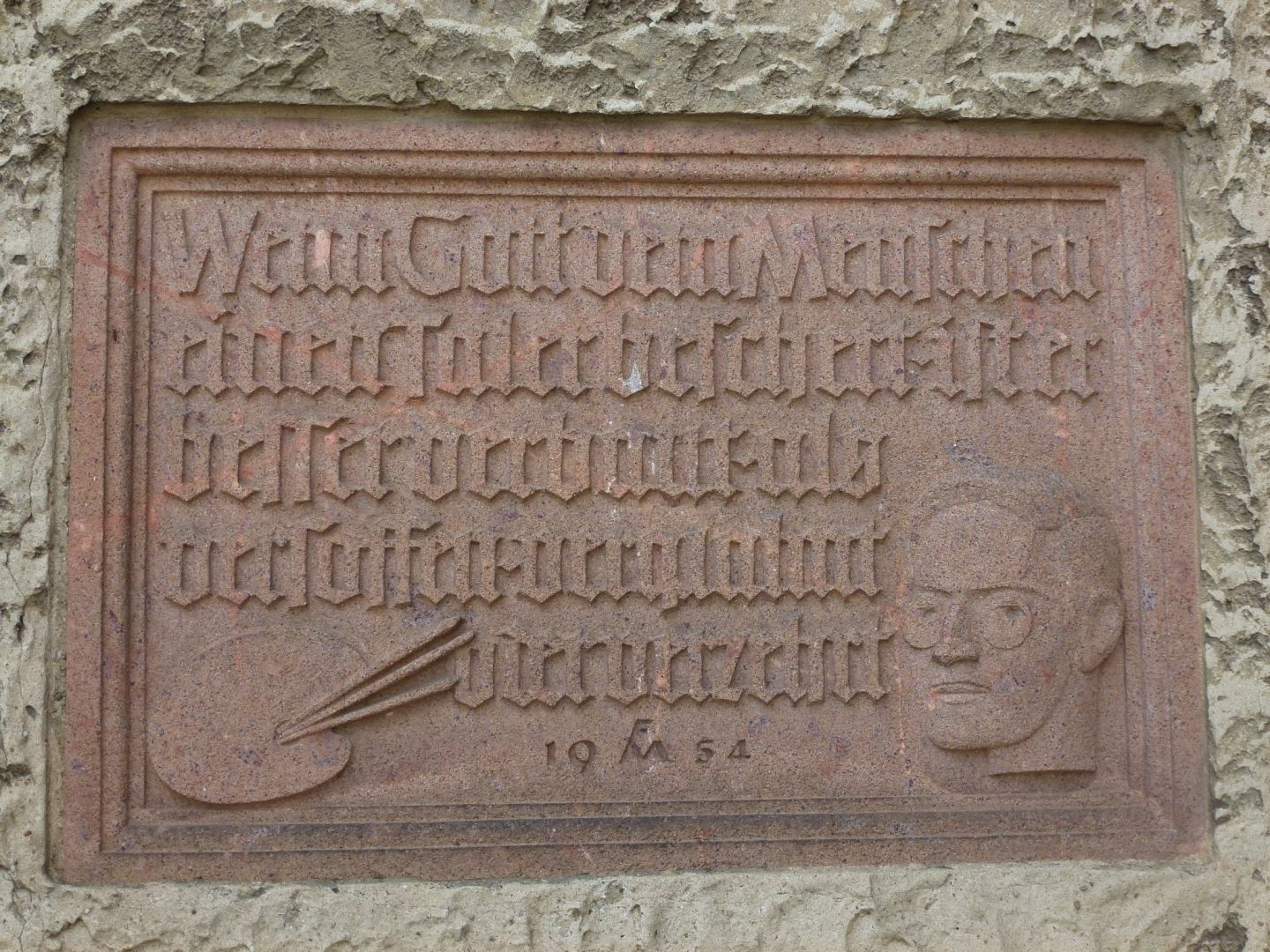
Tafel am Haus von Conrad Felixmüller in Tautenhain

Conrad Felixmüller war der Sohn des Dresdner Fabrikschmiedes Ernst Emil Müller und dessen Ehefrau Maria Carolina. Sein Vater war sorbischer Herkunft.
Er wuchs als Conrad Felix Müller auf. Auf Anraten eines Kunsthändlers nahm er 1924 den Künstlernamen „Felixmüller“ an. Felixmüller war Mitglied im Deutschen Künstlerbund.

### Expressionistische Anfänge
Müller galt als eine Art Wunderkind: Bereits mit 12 Jahren begann er am Dresdner Konservatorium Musik zu studieren. Nachdem er 1911 dieses Studium aufgegeben hatte, begann er im Herbst 1912 ein Studium an der Dresdner Kunstgewerbeschule. Im Gegensatz zu den Akademien war diese Ausbildungsstätte für die mittellosen Schichten und zu deren Vorbereitung auf einen graphischen Beruf gedacht.
15-jährig trat Conrad Müller der Dresdner Kunstakademie bei und wurde im Alter von 17 Jahren Meisterschüler von Carl Bantzer. Es entwickelte sich eine intensive Freundschaft zu Peter August Böckstiegel, der 1919 Conrads Schwester Hanna Müller heiratete. Die grafischen Techniken Holzschnitt, Kupfer- und Stahlstich sowie Radierung eignete sich Müller autodidaktisch an.
Bereits 1915 machte er sich als freischaffender Künstler selbständig und stellte 1916 in der Galerie Sturm (Berlin) und 1917 in der Galerie Hans Goltz (München) aus. Emil Richter übernahm seit 1915 den Vertrieb der Grafiken Müllers, so dass er materiell relativ sichergestellt war. Im Jahr 1917 verweigerte er den Militärdienst und wurde als Krankenwärter zwangsverpflichtet. Ab 1918 wurde er zwei Jahre durch den Wiesbadener Kunstsammler Heinrich Kirchhoff finanziell gefördert. In dieser Zeit hielt er engen Kontakt nach Wiesbaden, wo er sich wiederholt aufhielt und sein Werk Familienbildnis Kirchhoff (1920; heute Museum Wiesbaden) entstand. 1919 wurde er Gründungsmitglied und Präsident der Dresdner Sezession Gruppe 1919 mit Lasar Segall, Otto Dix und Otto Griebel und Mitglied der Novembergruppe. Von 1919 bis 1924 war er Mitglied in der KPD.

### Sachlich-realistische Phase
1920 wurde Felixmüller der Sächsische Staatspreis verliehen, der in der Regel mit einem zweijährigen Aufenthalt in Rom verbunden war. Der Künstler nutzte das Stipendium jedoch alternativ für einen längeren Aufenthalt im Arbeitermilieu im Ruhrgebiet. Die dort entstandenen sozialkritischen Bilder veranschaulichen die teils prekären Arbeits- und Lebensbedingungen des Proletariats. Der Maler verfasste seit 1917 zahlreiche Bildbeiträge für die linken Zeitschriften Die Aktion und Menschen. Fast alle seiner zwischen 1919 und 1924 an die Aktion gelieferten Holzschnitte und Zeichnungen sind unmittelbar für diese Zeitschrift entstanden und nach Form sowie Inhalt nur in diesem Organ vorstellbar. Der Künstler verstand sein Schaffen in jener Zeit als gesellschaftliche Aufgabe, als Parteinahme für das Anliegen des Kommunismus. Danach löste er sich von den Klassenkampfidealen. Einen Teil seiner Bilder, dem er hinfort kritisch gegenüberstand, verbrannte oder übermalte er, so auch das 1920 entstandene Gemälde Ruhrrevier II; es wurde später von seinem Sohn Titus wieder ins Original zurückgesetzt und so für die Nachwelt erhalten. Heute ist es im LWL-Museum für Kunst und Kultur in Münster ausgestellt. 1928 gewann er den Großen Preis des Sächsischen Kunstvereins (Dresden) und stellte 1929 in der Berliner Galerie Gurlitt aus.
Nach einer neusachlich ausgerichteten Zwischenphase am Beginn der 1930er Jahre wandte sich Felixmüller idyllischen und eher sentimentalen Themen zu, die teils als kitschig empfunden wurden, teils harmlos-unauffällig daher kamen. Aber die Gunst des Nationalsozialismus, an der ihm mutmaßlich gelegen war, erlangte er nicht, da die Mächtigen der NS-Kulturpolitik meinten, ihm seine frühere linkssozialistische Kunstauffassung nachtragen zu müssen.

### Verfemung
Die Machtübernahme der Nationalsozialisten hatte einschneidende Folgen für die Kunst von Felixmüller. Im Jahr 1933 wurden zahlreiche seiner Werke in der Ausstellung „Entartete Kunst“ in Dresden geächtet. Im Jahr 1934 zog er nach Berlin-Charlottenburg. Er legte sich selbst die innere Emigration auf, um weiterhin künstlerisch tätig zu sein. 1937 wurde sein Gemälde Klarinettenübung vom Verein Berliner Künstler ausgezeichnet. Daraufhin erwirkten die Nazi-Machthaber den umgehenden Ausschluss Felixmüllers aus diesem Verein. Seine Bilder wurden aus allen öffentlichen Sammlungen entfernt. 1937 waren rund 40 seiner Werke Teil der nationalsozialistischen Ausstellung „Entartete Kunst“ in München. Die Nationalsozialisten vernichteten zwischen 1938 und 1939 insgesamt 151 seiner Werke. Zum Förderer in jener Zeit wurde Hanns-Conon von der Gabelentz, der Felixmüller 1931 kennen gelernt hatte und dessen Bilder sammelte.
Auf Reisen nach Norwegen und England in diesen Jahren schuf der Maler überwiegend Landschaftsbilder, die in ihrer weiträumig-großzügigen Konzeption der heimischen deutschen Kunst Paroli boten.
Im Jahr 1941 verlegte er seinen Wohnsitz wegen der drohenden Bombardierung nach Darmsdorf. Sein Berliner Domizil wurde 1944 bei einem Bombenangriff zerstört, und er zog 1944 nach Tautenhain bei Leipzig. Nach kurzem Kriegsdienst (1944/45) kam er 1945 in sowjetische Kriegsgefangenschaft.

### Rehabilitierung
1945 Rückkehr aus der Gefangenschaft und erste Ausstellung nach dem Kriege in Altenburg. Zu Friedrich Wolfs Wie Tiere des Waldes entstanden Bühnenbilder für das Leipziger Schauspielhaus. Felixmüller schuf die beiden Holzschnittzyklen Das Jahr des Malers und Ich sah und schnitt in Holz. Felixmüller nahm 1946 mit sieben Bildern in Borna an der 1. Kunstausstellung Landkreis Borna teil. Er wohnte zu diesem Zeitpunkt weiterhin in Tautenhain.
Felixmüller war aktiv am Aufbau des künstlerischen Lebens der Sorben nach dem Ende des NS-Staats beteiligt. Er war ab 1948 Vorsitzender des Arbeitskreises sorbischer bildender Künstler und nahm an den ersten Ausstellungen sorbischer bildender Künstler teil. 1949 arbeitete er auch als Illustrator für den Domowina-Verlag, für den er u. a. acht Holzschnitte zu Leo Tolstois Novellen Polikuschka und Herr und Knecht schuf, die nur in kleine Auflagen erschienen.
1949 wurde Felixmüller zum Professor an der Pädagogischen Fakultät der Universität Halle berufen. Hier lehrte er bis 1961 und ging nach seiner Emeritierung wieder zurück nach Berlin-Köpenick. Im Jahr 1967 siedelte er aus der DDR nach Berlin-Zehlendorf (West-Berlin) über.
Beigesetzt wurde er auf dem Friedhof Zehlendorf. Am Grabstein befindet sich eine Relieftafel, die den Künstler an der Staffelei zeigt. Geschaffen hat sie der Bildhauer Heinz Spilker. Auf Beschluss des Berliner Senats ist die letzte Ruhestätte von Conrad Felixmüller (Feld 019/293-4) seit 2001 als Ehrengrab des Landes Berlin gewidmet. Die Widmung ist vorläufig auf den üblichen Zeitraum von zwanzig Jahren befristet.
Eine Bürgerinitiative in Berlin-Charlottenburg ehrt ihn an seinem ehemaligen Wohnsitz jährlich am Tag des offenen Denkmals. 

### Privates

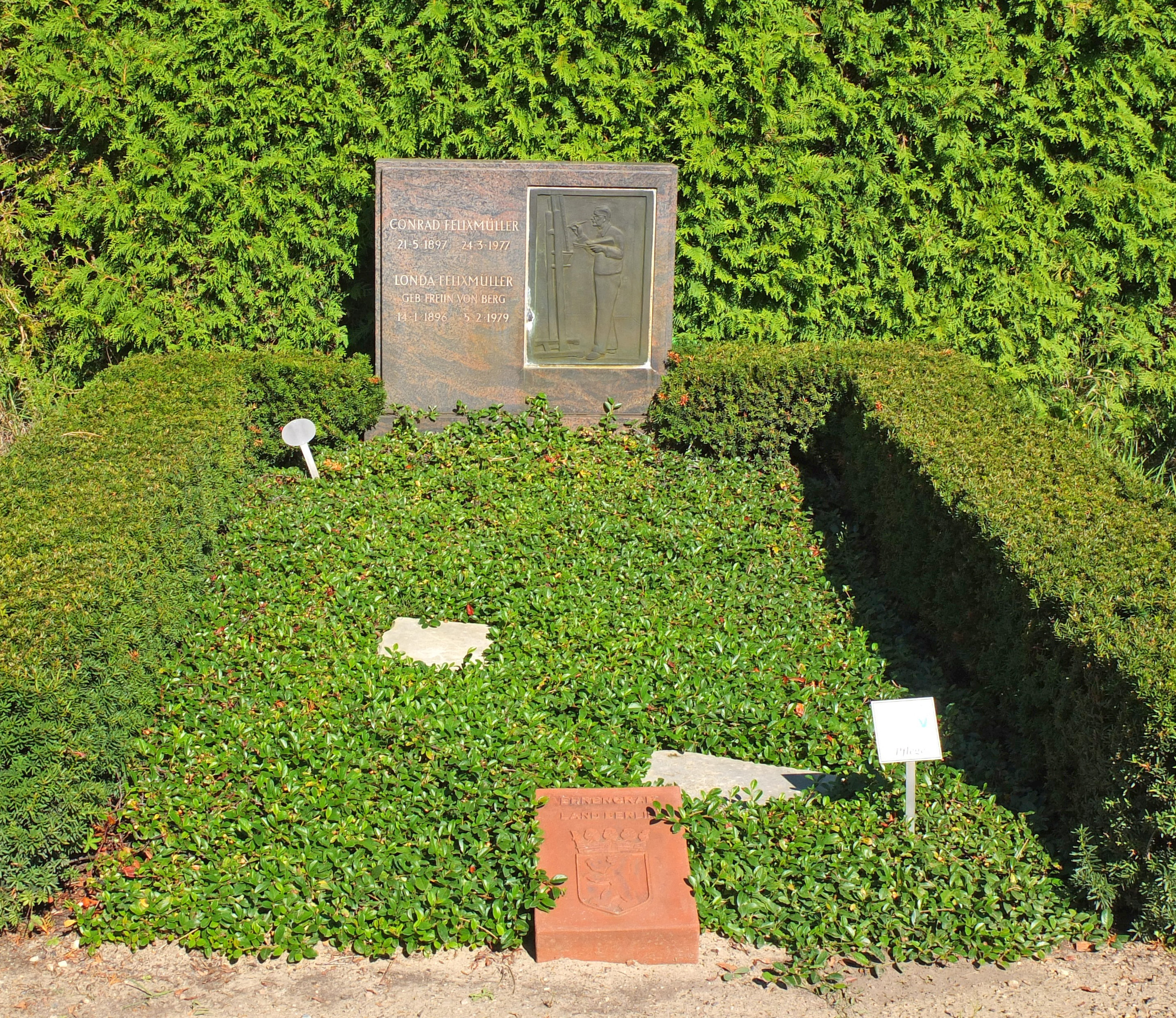
Das Ehrengrab von Conrad Felixmüller auf dem Friedhof Zehlendorf

Felixmüller heiratete 1918 Londa Freiin von Berg (1896–1979). Aus der Ehe gingen die Söhne Lukas Felix Müller (1918–2006) und Titus (1920–2000) hervor.

## Werke (Auswahl)
Felixmüllers Gesamtwerk umfasst etwa 2.500 Arbeiten aus Malerei, Zeichnung und Graphik. In seinen Werken bildet der Mensch das Hauptmotiv. Felixmüller verstand sich als sozialkritischer Expressionist, seine Bilder spiegeln kraftvoll Szenen des täglichen Lebens wider. Charakteristisches Merkmal seiner Darstellungen waren die hervorgehobene Stirn und die großformatigen Augen. Felixmüllers Werke spiegeln eine äußerst individuelle Prägung des Expressiven Realismus wider. Im Laufe der 1920er-Jahre wendet er sich zunehmend Motiven aus dem familiären Umfeld zu. Felixmüllers auch künstlerisch bedeutender schriftlicher Nachlass liegt seit 1980 im Deutschen Kunstarchiv im Germanischen Nationalmuseum, Nürnberg. Über 114 Werke verfügt das Museum Gunzenhauser in Chemnitz. Das Lindenau-Museum Altenburg verfügt über einen nennenswerten Werkbestand des Künstlers in Deutschland. 
- 1920: Raoul Hausmann, Lindenau-Museum Altenburg
- 1924: Titus im Herbstwald, Privatbesitz
- 1926: Luca im Papierhut, Privatbesitz
- 1927: Selbstbildnis mit Frau, Stiftung Museum Kunstpalast, Düsseldorf
- 1927: Hochofenarbeiter, Deutsches Historisches Museum, Berlin
- 1928: Zeitungsjunge, Lindenau-Museum Altenburg
- 1951/52: Emporenbilder in der Jacobuskirche zu Tautenhain[19]

## Auszeichnungen
- 1920: Sächsischer Staatspreis (Rompreis) für das Frauenbild Schwangere im Herbstwald
- 1928: Großer Preis für Malerei des Sächsischen Kunstvereins für das Bild Liebespaar von Dresden
- 1931: Sächsischer Staatspreis für Malerei
- 1974: Goldmedaille der Internationalen Grafik-Biennale Florenz

## Ausstellungen
In der Ostzone bzw. der DDR, in der Bundesrepublik und im Ausland hatte Felixmüller eine große Zahl von Einzelausstellungen und Ausstellungsbeteiligungen, u. a. 1946 an der Allgemeinen Deutschen Kunstausstellung in Dresden.
- Aquarelle und Zeichnungen zur Bergarbeiterthematik. Kronprinzenpalais (Berlin); 1922.
- Felixmüller Böckstiegel Arbeitswelten. Kunsthalle Bielefeld; 4. Februar bis 13. Mai 2007
- Conrad Felixmüller. Zwischen Kunst und Politik. Museum Gunzenhauser,  Kunstsammlungen Chemnitz; 25. November 2012 bis 7. April 2013, danach Städtische Galerie Bietigheim-Bissingen und Ernst-Barlach-Haus, Hamburg.
- Conrad Felixmüller – Werke aus dem Besitz von Peter August Böckstiegel. Peter-August-Böckstiegel-Haus Werther (Westf.); 7. April bis 28. Juli 2013
- Conrad Felixmüller – Zwischen Expressionismus und Neuer Sachlichkeit. Haus Opherdicke. 59439 Holzwickede; bis 26. Februar 2017
- Sammelausstellung, Säulen der Moderne (2023), Galerie & Edition Bode, Nürnberg

## Kataloge
- Emilio Bertonati: Neue Sachlichkeit in Deutschland. Herrsching 1988, ISBN 3-88199-447-5.
- Jutta Hülsewig-Johnen: Conrad Felixmüller – Peter August Böckstiegel: Arbeitswelten. Dresden/Bielefeld 2006/07, ISBN 3-87909-900-6.
- Ulrich Krempel (Hrsg.): Conrad Felixmüller: die Dresdner Jahre, 1910–1934. Ausstellung in der Gemäldegalerie Neue Meister Dresden und im Sprengel-Museum Hannover, Köln 1997.
- Ingrid Mössinger und Thomas Bauer-Friedrich (Hrsg.): Conrad Felixmüler. Zwischen Kunst und Politik. Textbeiträge von Thomas Bauer-Friedrich, Katharina Heider, Jutta Penndorf und Barbara Wiegand-Stempel. Kunstsammlungen Chemnitz, Chemnitz 2013.